# Dror Barak
Dror Barak, conosciuto con il nome d'arte di Roman Ragazzi (Tel Aviv, 1º gennaio 1974 – Manhattan, 23 febbraio 2012), è stato un attore pornografico, modello e personal trainer israeliano, che ha lavorato per alcuni anni nel settore della pornografia gay.

## Biografia
Impiegato presso il consolato israeliano alle Nazioni Unite a New York, svolgeva parallelamente un'attività di modello e porno-attore gay. Nel 2007, quando questa sua seconda attività fu scoperta, venne sollevato dall'incarico.
Ha iniziato a lavorare nel mondo del porno per le case di produzione Collin O'Neal Productions e Raging Stallion (esordio in World Of Men: Serbia) e, anche grazie al suo fisico muscoloso, ha subito riscontrato grande successo. Le sue "misure", secondo avn, sono: altezza 5' 11" (1,80 m), peso 230 libbre (104,3 kg), lunghezza pene 9" (23 cm), circonferenza 7" (18 cm), circonciso.
Nel 2008 ha vinto, insieme a Ricky Sinz, il GayVN Award per la "Miglior scena di sesso - Duo" nel film Grunts, film prodotto dalla Raging Stallion dalla durata di 12 ore e diviso in tre parti e ambientato nello scenario di guerra in Iraq. Nella stessa edizione del concorso ha ricevuto una nomination per il "Performer of the Year". Quell'anno ha ottenuto anche due nomination ai Grabby Awards, nelle categorie "Miglior scena di sesso - Duo" e "Hottest Bottom".
Il 23 febbraio 2012 è stata diffusa la notizia che Barak è stato trovato morto, apparentemente per suicidio.. Barak si era ritirato dalla pornografia da alcuni anni e lavorava come modello e personal trainer. Aveva 38 anni.

## Filmografia
- Grunts: Brothers in Arms (2007), regia di Ben Leon, Chris Ward
- Grunts: Misconduct (2007)
- Grunts: The New Recruits (2007)
- Hairy Boyz 22 (2007)
- Miami (2007)
- Playback (2007)
- Savage (2007)
- Tailpipes (2007)
- 4th Floor (2008)
- 5th Floor (2008)
- Best of Damien Crosse (2008)
- Big Bigger Biggest (2008)
- Big Bigger Biggest 2 (2008)
- Home Bodies (2008)
- Serbia: Collin O'Neal's World of Men (2008)
- Best of Jake Deckard 1 (2010)
- Best of Logan McCree (2010)
- Best of Ricky Sinz (2010)
- Humongous Cocks 6 (2010)
- Inked Boyz 1 (2010)
- Hairy Boyz 21 (2011)
- Humongous Cocks 9 (2011)

## Riconoscimenti
- GayVN Award 2008
  - "Miglior scena di sesso – Duo" nel film Grunts (Raging Stallion) (Vinto)
  - "Performer of the Year" – (nomination)

- GayVN Award 2009
  - "Miglior scena di sesso – Duo" nel film Serbia (Collin O'Neal's World of Men) – (nomination[7])

- Grabby Awards
  - "Miglior scena di sesso – Duo" (nomination)
  - "Hottest Bottom" (nomination)

- Hard Choice Awards 2007
  - "Hottest Man on the Planet" (Vinto)[8]